# Sarasaeschna khasiana
Sarasaeschna khasiana – gatunek ważki z rodziny żagnicowatych (Aeshnidae).